# برج العظام
برج العظام كان برج مراقبة إسلامي في الأندلس، تُعرض بقاياه في مبنى مواقف السيارات تحت الأرض في ساحة الشرق بمدينة مدريد الإسبانية. بُني في القرن الحادي عشر على يد السكان المسلمين الذين أسسوا قلعة مايريت قبل قرنين من الزمان، كجزء لا يتجزأ من نظامها الدفاعي.

## الخلفية
كان البرج يقع خارج القلعة وكان يُستخدم للمراقبة في منطقة نهر أرينال، في الشمال الغربي من العاصمة، بجوار المكان الذي يشغله حاليًا القصر الملكي.
مع غزو  ألفونسو السادس لمدريد في عام 1083 م، دُمج البرج كبرج براني في السور المسيحي، والذي بناه المدريليانيون كامتداد لأسوار مدريد الإسلامية بعد غزوهم لمدريد.
بالإضافة إلى حماية نافورة قنوات شجرة الكمثرى، التي كانت تقع فيما يُعرف الآن بساحة إيزابيل الثانية، فقد ضمنت أمن بوابة فالنادو، أحد المداخل الأربعة للسور المسيحي. كان هذا بالقرب من ملتقى شارعي كالي دي لا يونيون وكال فيرجارا، بجوار الواجهة الجنوبية للمسرح الملكي.
اشتق البرج اسمه الحالي من قربه من المقبرة الإسلامية القديمة "هويسا ديل راف"، وهو ذو تصميم مربع الشكل. يجمع بين البناء الحجري والحجارة المنحوتة المصنوعة من الصوان والحجر الجيري.
في عام 1996 م، اكتُشفَت أجزاء من البرج أثناء إعادة تصميم ساحة الشرق، عند إنشاء موقف سيارات تحت الأرض. ولم يبقَ منه سوى قاعدته جزئيًا.

## طالع أيضًا
- أسوار مدريد الإسلامية
- أسوار مدريد المسيحية[الإنجليزية]
- برج نارجويس